# Mike Allred
Michael Dalton Allred (...) è un fumettista statunitense, noto per aver creato Madman. Il suo stile è spesso paragonato alla pop art.

## Biografia
Allred inizia la sua carriera come reporter televisivo in Europa e inizia a disegnare fumetti nel 1989 con la sua graphic novel Dead Air. A questa seguono Graphique Musique (1990) e Grafik Muzik (1990/91), nelle quali fissa lo stile per cui diventerà noto con il suo personaggio più famoso: Madman.
La prima miniserie di Madman debutta per la Tundra Publishing nel marzo 1992 e ottiene il suo più alto riconoscimento trasferendosi alla Dark Horse Comics nell'aprile 1994. Rilanciato come Madman Comics, viene nominato per diversi Harvey Award. Allred stesso ottiene grande attenzione dal pubblico con il suo fumetto a cavallo tra fantascienza e rock&roll  Red Rocket 7 e le sue tavole per la serie X-Force scritta da Peter Milligan, che inizia a disegnare nel Luglio 2001 e che diventa X-Statix dopo l'X-Force #128.
I suoi lavori più recenti comprendono The Golden Plates, un adattamento del Libro di Mormon. Altri progetti sono le chine di X-Statix Presents: Deadgirl e lavorare su una nuova serie di 'Madman'.

Inoltre ha disegnato tre albi di Fables, un fumetto della Vertigo. Sua moglie Laura lavora spesso come sua colorista.
Allred è un membro della Chiesa di Gesù Cristo dei santi degli ultimi giorni, ossia è un mormone.
Michael Allred ha lavorato alla serie Vertigo iZombie, scritta da Chris Roberson.

## Opere

### Fumetti
- Dead Air (graphic novel, 1989)
- Graphique Musique (#1-3, comic-book, Slave Albor Graphics, 1989–1990)
- Creatures Of The Id (Caliber Press, Ottobre 1990)
- Grafik Muzik (#1-4, Caliber Press, 1990–1991)
- Madman (#1-3, Tundra Publishing, 1992)
- Madman Adventures (#1-3, Tundra Publishing, 1992–1993)
- The Geek (Vertigo Comics, 1993)
- Madman Comics (#1-20, Dark Horse Comics, 1994–1995)
- The Atomics (#1-15)
- Red Rocket 7
- X-Force (dal 116 al 128, Marvel Comics) con lo scrittore Peter Milligan
- X-Statix con lo scrittore Peter Milligan e come ospite speciale all'interno del numero 5 l'artista Paul Pope
- Wednesday Comics #1-12 (2009) - Metamorpho (disegni), storia scritta da Neil Gaiman
- Madman Atomic Comics #1-17 (2007-2009)
- iZombie #1-28 (2010-2012), storia scritta da Chris Roberson
- FF Vol. 2, #1-16 (2013-2014), storia scritta da Matt Fraction e da Lee Allred
- Silver Surfer Vol. 4 #1-15 (2014-2015), storia scritta da Dan Slott

### Filmografia

#### Come artista
- Mallrats (1995) (logo del titolo)
- Chasing Amy (1997) (Bluntman and Chronic)
- The Faculty (1998) (logo dell'Hornets football team)

#### Come scrittore
- Astroesque (1996)
- G-Men from Hell (2000)

#### Come musicista
- The Gear - Son of Red Rocket Seven (1998)

## Camei
Allred compare come se stesso nel film In cerca di Amy durante la scena d'inizio alla convetion sui fumetti, mentre firma copie del suo Madman.